# نادي الذهب
نادي الذهب السعودي هو أحد أندية الدرجة الثانية بالمدينة المنورة في مدينة مهد الذهب.

## تشكيلة الفريق الحالية
ملاحظة: تشير الأعلام إلى المنتخب الوطني على النحو المحدد في قواعد الأهلية للفيفا. قد يحمل اللاعبون أكثر من جنسية واحدة غير تابعة للفيفا.
| الرقم | البلد     | المركز | اللاعب          |
| ----- | --------- | ------ | --------------- |
| --    | مصر       | حارس   | محمد البشبيشي   |
| --    | السعودية  | حارس   | نهار اليامي     |
| --    | السعودية  | حارس   | أحمد الحربي     |
| --    | السعودية  | مدافع  | فيصل عبد الرزاق |
| --    | السعودية  | مدافع  | ماجد الحنيطي    |
| --    | السعودية  | مدافع  | علي النخلي      |
| --    | السعودية  | مدافع  | معاذ الجهني     |
| --    | السعودية  | مدافع  | سليمان القوزي   |
| --    | السعودية  | مدافع  | بلقاسم الزيلعي  |
| --    | موريتانيا | مدافع  | أبو سي          |
| --    | السعودية  | مدافع  | نواف الرشيدي    |

| الرقم | البلد     | المركز | اللاعب           |
| ----- | --------- | ------ | ---------------- |
| --    | السعودية  | وسط    | هشام نواوي       |
| --    | السعودية  | وسط    | عبد الله البلادي |
| --    | السعودية  | وسط    | محمد الشريف      |
| --    | السعودية  | وسط    | عبد الله عباس    |
| --    | السعودية  | وسط    | فيصل السراني     |
| --    | السعودية  | وسط    | خليفة الحربي     |
| --    | موريتانيا | وسط    | محمد فال         |
| --    | السعودية  | مهاجم  | مهند الرويتعي    |
| --    | السعودية  | مهاجم  | محمد المطيري     |
| --    | السعودية  | مهاجم  | راكان الحافظي    |
| --    | السعودية  | مهاجم  | ميثم الهاجوج     |